# Lago Chilko
El lago Chilko (del inglés: Chilko Lake) es un lago de Canadá de 180 km² de superficie localizado en la cabecera del río Chilko, en la meseta de Chilcotin, en la parte centrooccidental de la provincia de la Columbia Británica. El lago tiene unos 65 km de longitud, con un brazo suroeste de 10 km. Por volumen, es uno de los lagos más grandes de la provincia debido a su gran profundidad, y el más grande por encima de los 1000 m de altitud. El Chilko y el lago Harrison son los lagos más grandes de las montañas Costeras meridionales.

## Geografía
Aunque el valle glaciar del lago Chilko no se abre al mar sino a una amplia meseta de lava que se encuentra al interior de la sección más alta las montañas Costeras, es el equivalente al interior de los muchos fiordos que bordean la costa de la Columbia Británica en el otro lado de la cordillera principal. Las montañas en la cabecera del lago se encuentran entre las más altas de la provincia, y dos profundos y amplios valles glaciales le conectan al este con los más pequeños lagos Taseko, que drenan hacia el norte en paralelo al río Chilko, ambos convergen con el río Chilcotin que es un afluente del río Fraser. El lago Tatlayoko está próximo, al oeste, aunque atravesando otra cordillera que no es parte de la cuenca Chilcotin-Fraser, sino parte de la cuenca del río Homathko que desagua en el Bute Inlet.
La zona (2332,4 km²) de las cabeceras de las cuencas del lago Chilko y del lago Taseko y los dos valles entre ambos lagos se protegió en enero de 1994 como parque provincial Ts'il?os (la ? es una oclusiva glotal), que es co-administrado por el departamento de BC Parks y por los Xeni Gwet'in, una de las bandas que componen el pueblo Tsilhqot'in (Chilcotin) y que residen en el valle Nemaia (Nemaia es el más septentrional de los dos valles de orientación este-oeste, y el meridional es el valle Yohetta). Tsi'l?os es el nombre en Tsilhqot'in del monte Tatlow (3063 m), que se encuentra en la cordillera entre ambos lagos. Aún de más altitud son las montañas de la cabecera del lago Chilko —coronadas por los 3182 m de la montaña Monmouth— y las del suroeste del lago, entre ambos brazos —monte Good Hope (3242 m)—,  subiendo desde allí la cordillera al oeste hacia el monte Reina Bess (3298 m), al sur del lago Tatlayoko, y más aún más allá al monte Waddington (4019 m).

## Historia
El área alrededor del lago Chilko fue donde tuvieron lugar algunas de las apartadas maniobras y sentadas de la guerra Chilcotin de 1864. Los Tsilhqot'in que aún viven aquí, los Xeni Gwet'in, se dice que son descendientes de Klatsassin, el principal líder de la guerra. En los alrededores del lago está también el hábitat de algunos de los últimos reductos de los antaño numerosos rebaños de mustangs del distrito de Chilcotin, especialmente en el área de meseta conocida como el triángulo de Bretaña, entre el los ríos Chilko y Taseko, que actualmente (2005) se encuentra sometida a una controversia entre preservacionistas e industria, aunque no tan controvertida como en otras regiones de la provincia.
En la década de 1950, el lago y el río Chilko se desestimaron como fuente potencial de recursos hidroeléctricos para Alcan debido a la presencia del salmón.
También se han desestimado, por la condición de parque provincial de que gozan las área de los lagos Chilko y Taseko, algunos proyectos hidroeléctricos que querían derivar agua de los lagos Taseko en el lago Chilko, y combinar luego los río Chilko y Taseko para que desembocasen en el lago Tatlayoko, y mediante una serie de presas, conducirla al río Homathko, ya en la cuenca directa del Pacífico. Sin embargo el área entre Tatlayoko y los lagos Chilko no está protegida y los planes para las presas y centrales eléctricas en el cañón del río Homathko siguen siendo posibles. Uno, el más grande, se construiría inmediatamente encima de la lugar de la primera "batalla" de la guerra de Chilcotin, marcada en los mapas del gobierno como "Murderer's Bar". 